# Psychophasma erosa
Psychophasma erosa är en fjärilsart som beskrevs av Herrich-Schäffer 1858. Psychophasma erosa ingår i släktet Psychophasma och familjen björnspinnare. Inga underarter finns listade.